# Садовск
Садовск — упразднённый посёлок в Ельцовском районе Алтайского края России. Входил в состав Верх-Ненинского сельсовета.

## История
Основан в 1910 г. на переселенческом участке Садовом. Это название было перенесено на новое селение..
Упразднён в 2009 году (Закон Алтайского края от 24.12.2009 N 106-ЗС «Об упразднении поселка Садовск Верх-Ненинского сельсовета и села Бедреп Новокаменского сельсовета Ельцовского района Алтайского края и внесении изменений в отдельные законы Алтайского края»).

## География
Находится в восточной части Алтайского края, по берегу реки Неня.
Абсолютная высота: 286 метров над уровнем моря.

## Население
| 1997 | 1998 | 1999 | 2000 | 2001 | 2002 |
| ---- | ---- | ---- | ---- | ---- | ---- |
| 18   | ↘17  | →17  | ↘14  | ↘4   | ↘0   |

В 1985 году в селе проживало 10 семей 45 человек и в 1987 году было 13 семей.

## Инфраструктура
Действовал совхоз «Кедровский».
К 1 сентября 1986 года в представленном совхозе помещении открылась начальная школа. Её посещали 2 ученика, один из них из семьи верующих староверов. Остальных детей староверы отказывались отдавать в школу. В 1987 году школу закрыли из-за отсутствия учеников.

## Транспорт
Просёлочная дорога.